# Valley of the Gods

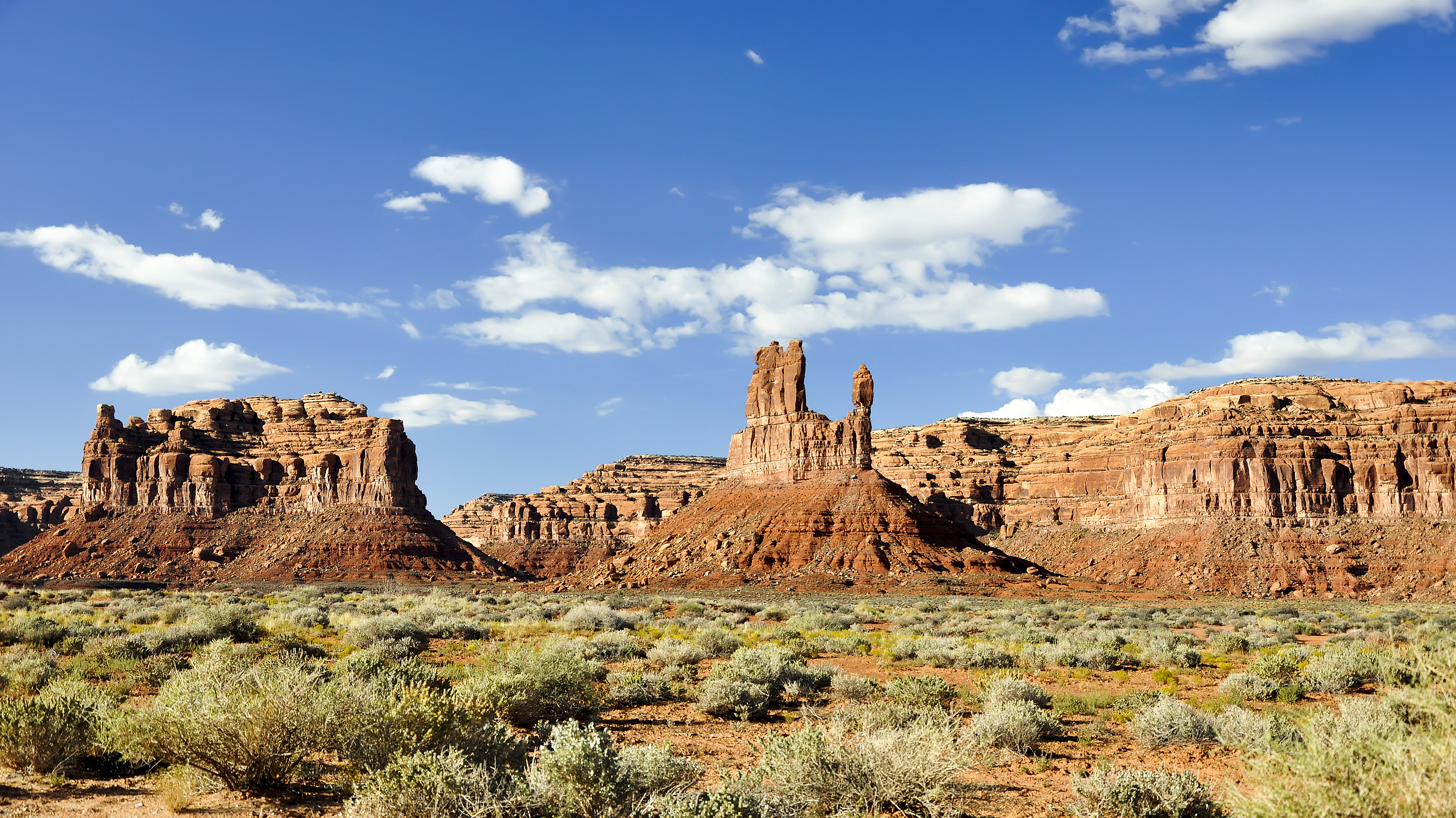
Valley of the Gods

Valley of the Gods (Nederlands: Vallei van de goden) is een schilderachtige vallei, dichtbij Mexican Hat in San Juan County, in het zuidoosten van de staat Utah in de Verenigde Staten.
Deze vallei vertoont formaties uit zandsteen en strekt zich over ongeveer 55 km² uit. Het gebied ligt ten noorden van Monument Valley, op een afstand van ongeveer 57 km. Zowel tafelbergen, buttes, smalle rotsen en paddenstoelrotsen komen er voor.
Het traject doorheen de vallei is 27 km lang langsheen de formaties, over kiezelwegen. Die zijn goed berijdbaar, ook voor wagens zonder vierwielaandrijving.

## Obama en Trump
Op 4 december 2017 vaardigde president Donald Trump een proclamatie uit die het gebied van Bears Ears National Monument, uitgeroepen door president Barack Obama op 28 december 2016, verkleinde met nieuwe monumentgrenzen die de Valley of the Gods uitsluiten. Het gebied blijft beschermd openbaar land dat wordt beheerd als een Area of Critical Environmental Concern en wordt beheerd door het Bureau of Land Management, zoals het was vóór de aanwijzing van het monument.

## Galerij

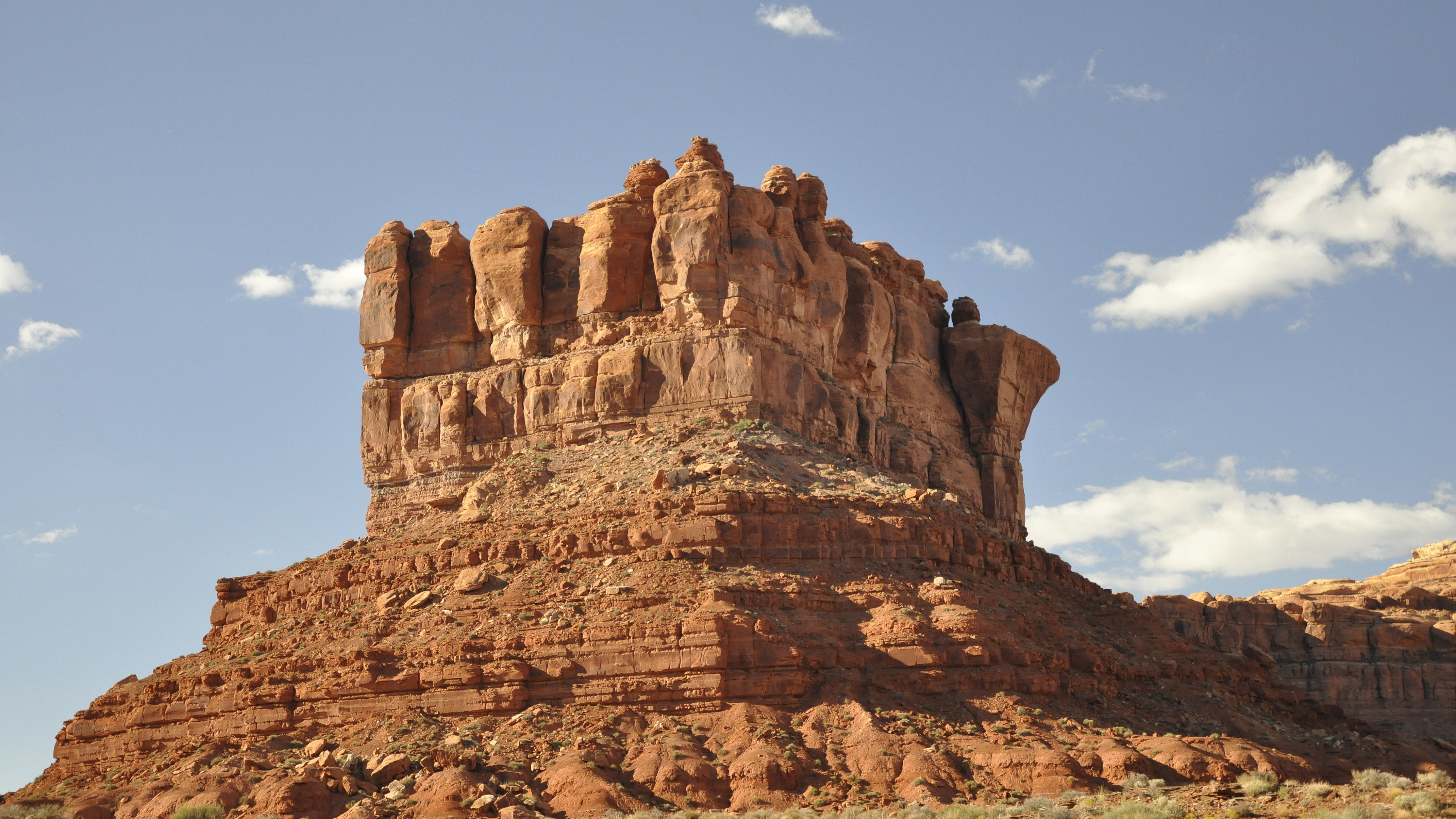
Een butte in Valley of the Gods
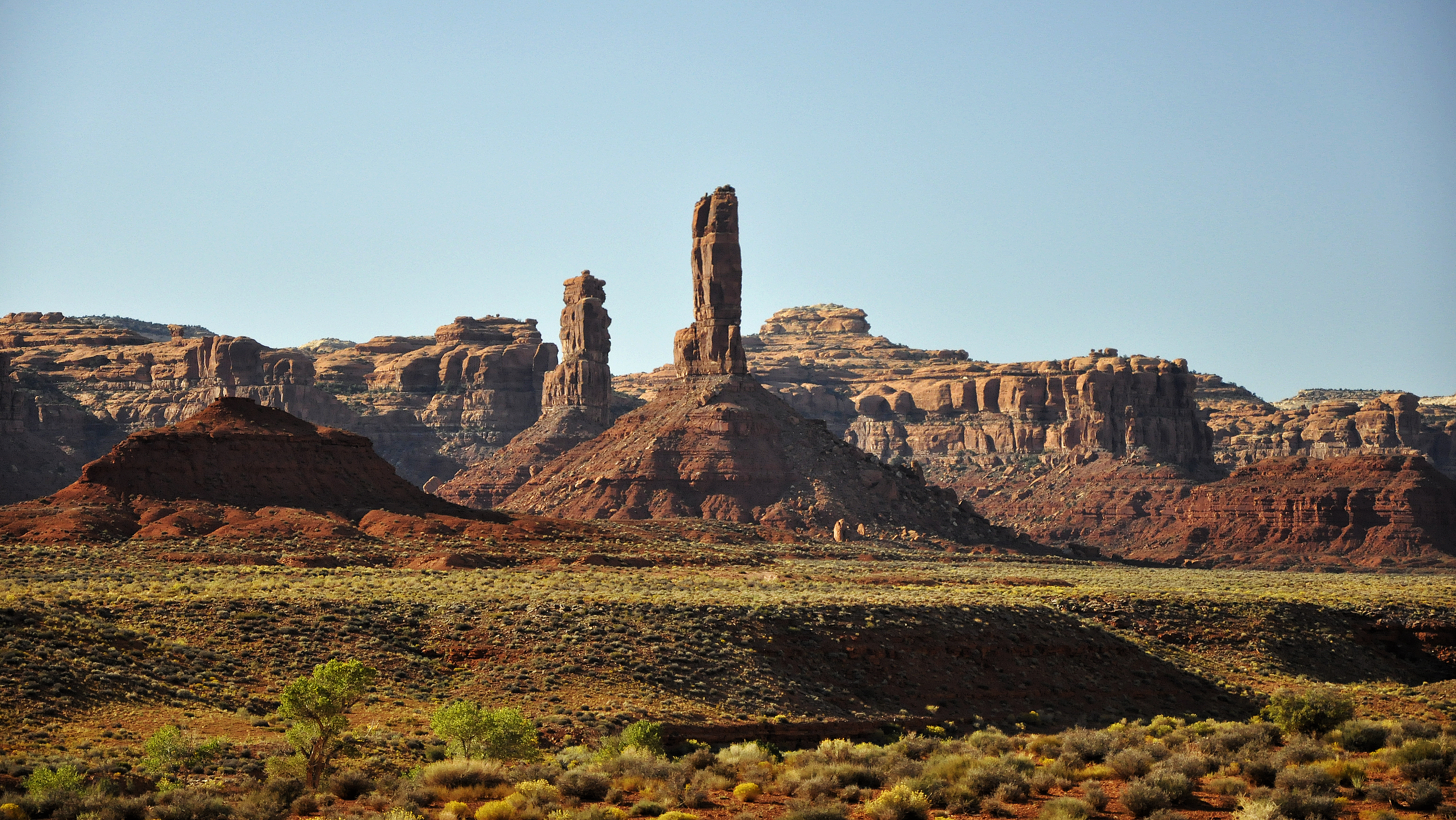
Twee smalle rotsen
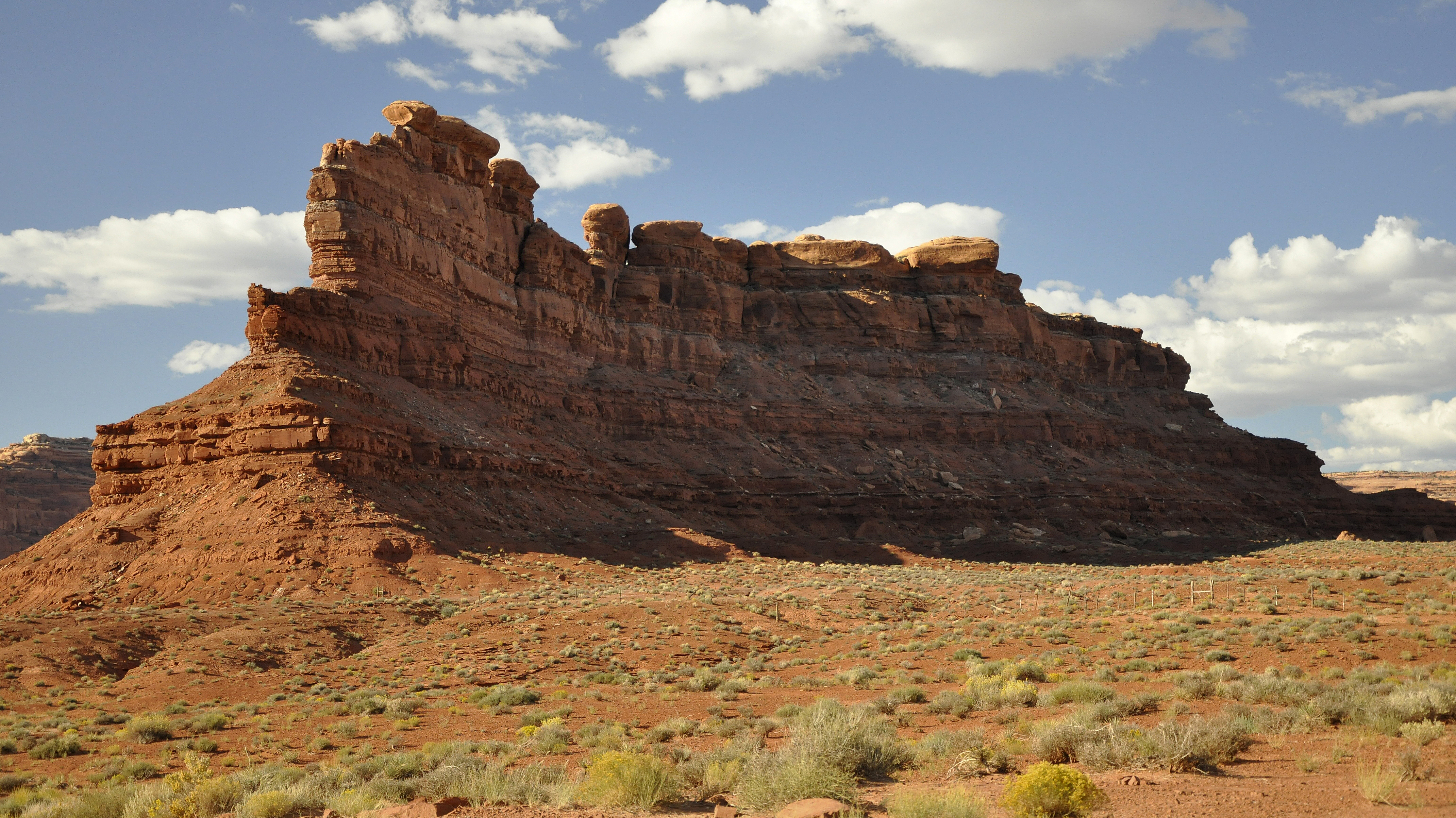
Een tafelberg
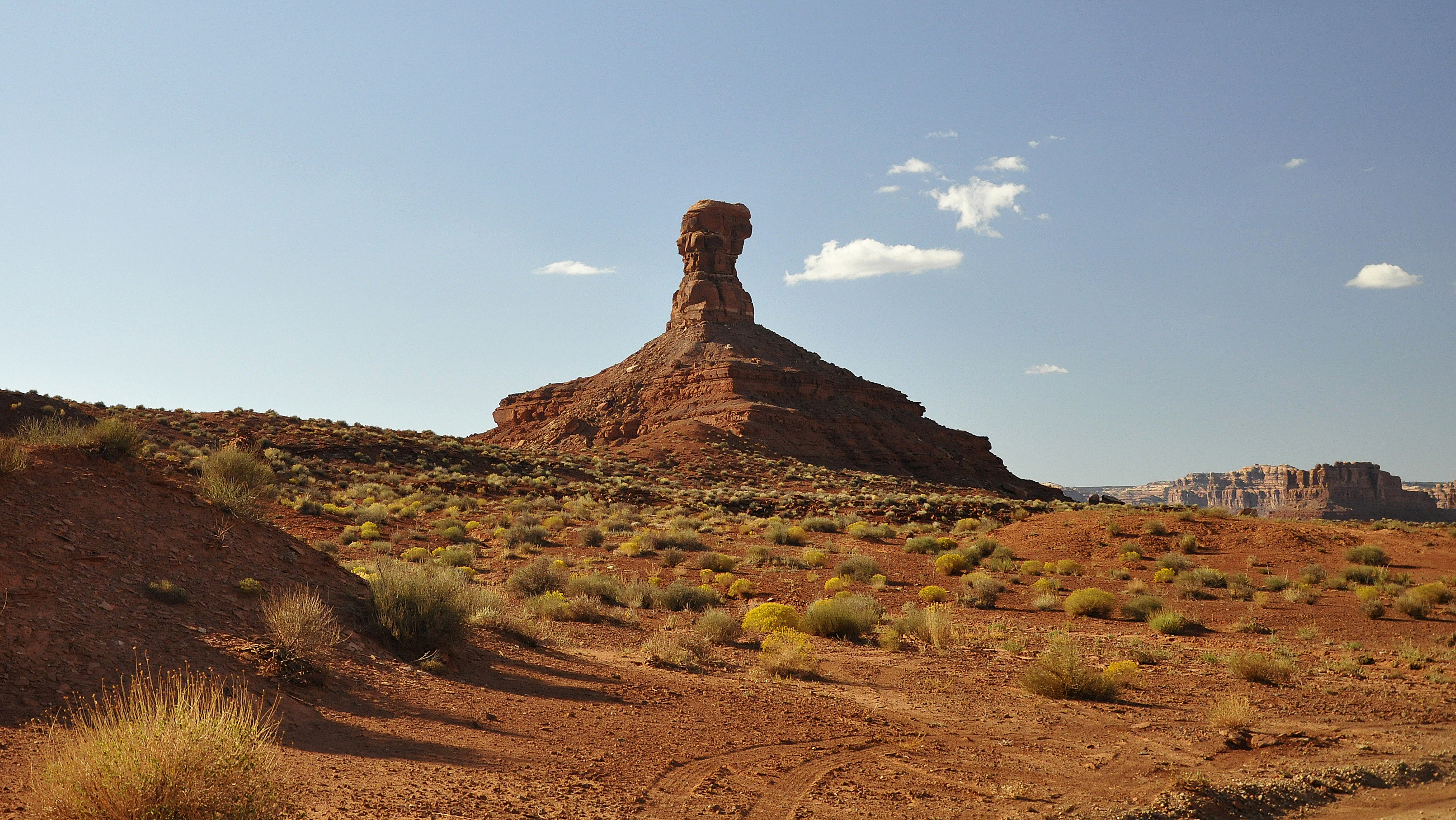
Een paddenstoelrots